# 12119 Memamis
12119 Memamis (1999 NG9) là một tiểu hành tinh vành đai chính được phát hiện ngày 13 tháng 7 năm 1999 bởi nhóm nghiên cứu tiểu hành tinh gần Trái Đất phòng thí nghiệm Lincoln ở Socorro.